# POWER3

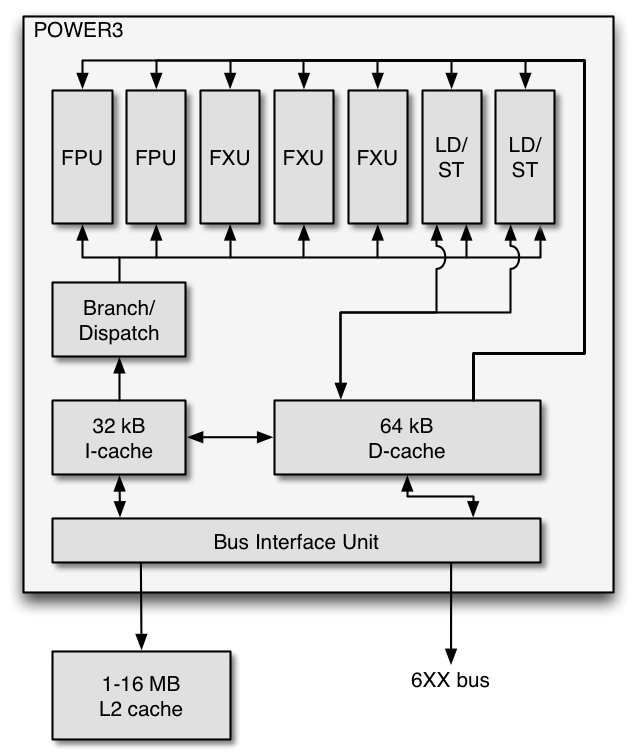
POWER3プロセッサの論理構造図

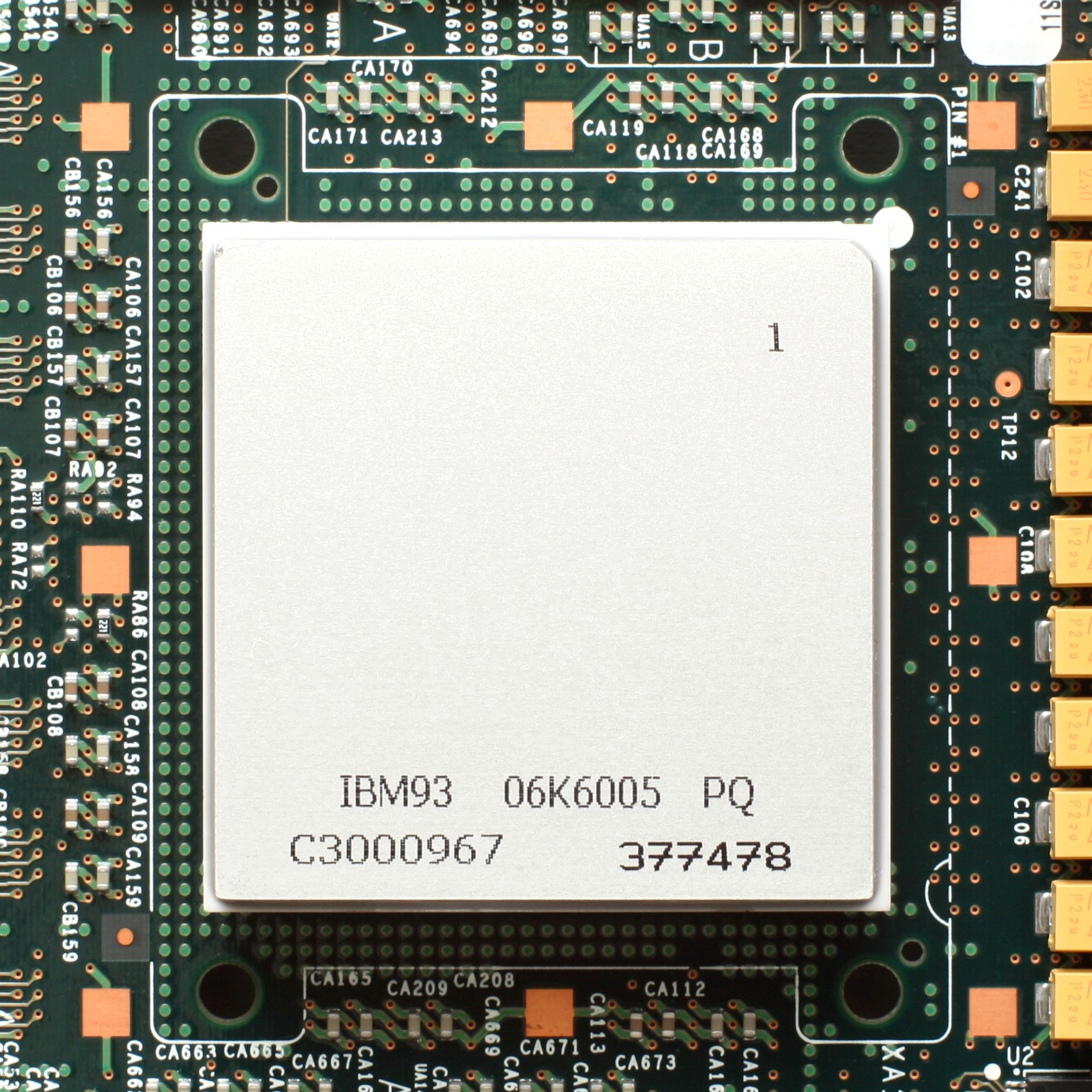
POWER3-II

POWER3（パワースリー）は、IBMが設計し、独占的に製造したPOWERアーキテクチャの64ビットマイクロプロセッサである。POWER3は1998年にリリースされ、2001年に後継のPOWER4に引き継がれた。

## 概要
POWER3は1998年10月5日に、ハイエンドのグラフィックスワークステーションであるRS/6000 43P Model 260に搭載されて発表された。POWER3は当初はPowerPC 630と呼ばれると思われたが、より消費者向けの32ビットのパワーPC(PowerPC)の置き換え用ではなく、サーバー用のPOWERプロセッサに改名された。POWER3は、POWER2の派生であるP2SCの後継で、当初は1995年に予定して遅れていたIBMのPOWERからPowerPCへの移行を完成させた。POWERは200MHzクロックで、IBMのRS/6000サーバーやワークステーションに使用された。競合相手はディジタル・イクイップメント・コーポレーション(DEC)のAlpha 21264や、ヒューレット・パッカード(HP)のPA-8500であった。

### POWER3-II
POWER3-IIはPOWER3の改良版で、クロックは最大 450 MHzだった。23 百万トランジスタを含み、チップ（ダイ）のサイズは 170 mm2 であった。IBM CMOS7S の、7レベルの銅配線を使用した 0.22 µm CMOS プロセスで製造された。2001年には後継のPOWER4に置き換えられた

## 参照
1. ↑  New IBM POWER3 chip